# معامل التنفس
معامل التنفسهو حجم غاز ثنائي أكسيد الكربون في هواء الزفير مقسوماً على حجم الأكسجين في هواء الشهيق.